# Аділь-шах
Аділь-шах (перс. عادل شاه افشار) — шах Ірану в період з 19 червня 1747 до 29 вересня 1748.
Син Ібрагіма з династії Афшаридів, він був племінником Надер Шаха та зайняв престол після нього. Щоб взяти владу він убив дітей і онуків Надір-шаха, пощадивши тільки одного з його онуків — Шахруха, якому було всього 14 років. Він був скинутий в результаті державного заколоту, а його брат Ібрагім виколов йому очі. Ібрагім був убитий майже відразу ж його військами, Аділь-Шах також були вбитий в той час (20 квітня 1749 року).